# Alexander Deuchar
Alexander Deuchar (1777 - 1844) est un graveur de sceau et d'estampes britannique ayant relancé la tradition templière en Écosse au début du XIXe siècle dans le but d'établir une nouvelle forme de chevalerie.

## Biographie

### Ordre chevaleresque symbolique
Alexander Deuchar est établi comme graveur de sceau à Édimbourg, où il change fréquemment d'adresse.
La famille Deuchar est originairement jacobitiste mais s'est convertie à la cause hanovrienne avant 1745, quand un éminent jacobitiste, Lyon of Easter Ogil, dérobe la grande épée de Deuchar, laquelle sera retrouvée après la bataille de Culloden (1746) : en possession d'Alexander, il relance la tradition des templiers écossais (en). Le nouvel ordre commence formellement en 1805, quand une charte est émise par le Early Grand Encampment of Ireland (auparavant la High Knight Templars of Ireland Lodge), sous le titre d'Edinburgh Encampment No. 31. Il devient la Grand Assembly of Knights Templar in Edinburgh. Son frère David, qui a servi dans le 1er régiment à pied des Royal Scots, rejoint l'organisation d'Alexander avec d'autres officiers de son régiment.
En 1809, Alexander Deuchar et le major Mueller du même régiment sollicitent l'autorité du Duc de Kent, futur grand maître de la Grande Loge des anciens  pour obtenir la charte reconnaissant un nouveau grand conclave qui crée un schisme avec le suprême grand conclave d’Écosse. Celle-ci est obtenue le 19 juin 1811, pour le « Grand Conclave of Knights of the Holy Temple and Sepulcher, and of St. John of Jerusalem, H.R.D.M. + K.D.S.H. », et Deuchar en devient le grand maître,,.
David Deuchar a servi lors de la guerre d'indépendance espagnole (1808-1814) avec les Royal Scots (The Royal Regiment), et lors de la campagne du Portugal, il a emmené la croix de l'autel de l'église templière du château de Tomar qui a été détruit par les Français, et l'a présentée à l'inauguration du Conclave.
Alexander Deuchar a été assez controversé, ayant ouvert le Conclave aux non-francs-maçons et émis des chartes à des Encampments qui n'étaient pas francs-maçons.[réf. souhaitée]
Après lui avoir donné des leçons de dessin, Deuchar a beaucoup encouragé Henry Raeburn à devenir un artiste.

### Carrière artistique
Il est connu pour avoir réalisé plusieurs copies des gravures de Rembrandt. Il a ainsi publié Collection of etchings after the most eminent masters of the Dutch and Flemish schools (Édimbourg, 1803), dans lesquelles apparaissent 361 eaux-fortes qu'il a réalisées entre 1783 et 1802. Dans beaucoup de ces estampes, Deuchar montre « une maîtrise de la qualité de la ligne mordue » et « a eu une influence sur les eaux-fortes à venir de Wilkie et Geddes »,.
Il a publié plusieurs autres ouvrages dont:
- British Crests, Édimbourg, 1817
- A Genealogy of the family of Hay of Leys, n. d.
- Concise view of the present state of the succession of the heirs of William First Earl of Stirling, Édimbourg, 1839

Deux ouvrages de Deuchar sont publiés de façon posthume:
- A Catalogue of the books and mauscripts of the late Alexander Deuchar, Édimbourg, 1845
- A Catalogue of the extensive heraldic library of Alexander Deuchar, Édimbourg, 1846

Tous ces ouvrages sont conservés dans la bibliothèque nationale d'Écosse.